# Praying for Time
Praying for Time ist ein Lied von George Michael aus dem Jahr 1990, das von ihm geschrieben und produziert wurde. Es erschien auf dem Album Listen Without Prejudice Vol. 1.

## Geschichte
Die dunkle und düstere Reflexion der sozialen Missstände und der Ungerechtigkeit im Song fand bei Kritikern viel positiven Zuspruch. James Hunter vom Rolling Stone beschrieb das Lied als verstörten Blick auf die erstaunliche Verwunderung der Welt. Aus seiner Sicht positioniert Michael den heilenden Lauf der Zeit als Balsam für psychischen und emotionalen Hunger, Armut und Hass. Seit seiner Zeit bei Wham! ist dies Michael erster politisch motivierter Song.
Die Veröffentlichung war am 13. August 1990, in den Vereinigten Staaten (dort auch seine letzte) und Kanada wurde der Popsong ein Nummer-eins-Hit. Nach fast zwei Jahren wurde es so seine erste Singleauskopplung in den 1990ern. Im Oktober 2017 wurden in Großbritannien 140.000 Exemplare der Single verkauft.

## Musikvideo
Da sich George Michael weigerte im Musikvideo zu Werbezwecken aufzutreten, entstand unter der Regie von Michael Borofsky ein alternativer Videoclip. Zu sehen sind nur die Texte des Liedes auf blauen und schwarzen Hintergrund und am Ende sieht man das Plattencover des Albums. Einige Wörter und Texte sind leicht animiert:
- Die Zeilen: „The rich declare themselves poor“ (deutsch: Die Reichen erklären sich arm) und „And the wounded skies above“ (deutsch: Und der verwundete Himmel darüber) sehen schillernd aus wie Wasser.
- Die Zeilen „I guess somewhere along the way“ (deutsch: Ich denke irgendwo unterwegs), „he must have let us out to play“ (deutsch: Er muss uns rausgelassen haben) und am Anfang der zweiten Strophe „These are the days of the empty hand“ (deutsch: Dies sind die Tage der leeren Hand) entrollen sich am Bild wie vom Band geschrieben.
- Die einzelnen Wörter, die die Zeile bilden „'cause God's stopped keeping score“ (deutsch: Weil Gott aufgehört hat den Spielstand zu verfolgen) erscheinen nacheinander synchron mit dem Gesang.
- Im zweiten Refrain bleichen die Worte „love“, „hate“ und „hope“ (deutsch: Liebe, Hass und Hoffnung), die in den Zeilen „It's hard to love“ (deutsch: Es ist hart zu lieben), „There's so much to hate“ (deutsch: Da gibt's so viel zu hassen) und „Hanging on to hope“ (deutsch: An der Hoffnung festzuhalten) zu finden sind, einige Augenblicke später, nachdem sie gezeigt wurden, aus.
- Die zwei Vorkommnisse in der Zeile „when there is no hope to speak of“ (deutsch: Wenn es keine nennenswerte Hoffnung gibt), eine in jedem Refrain zeigen unterschiedliche Behandlungen des Wortes Hoffnung. Im ersten Refrain erscheint die Zeile ohne das Wort Hoffnung, das kurz im Bild blinkt wenn es gesungen wird und im Zweiten Refrain erscheint die Zeile ohne das Wort, aber ersetzt durch einen Strich (das sieht etwa so aus: „when there is no ____ to speak of“). Ebenso verhält es sich in der Zeile „This is the year of the guilty man“ (deutsch: Dies ist das Jahr des schuldigen Mannes), dort blinkt das Wort „Guilty“ (deutsch: schuldig) nur beim Singen.

Das komplette Video ohne George Michael erfreute sich wochenlang auf MTV an Beliebtheit und genoss eine hohe Rotation. Ebenfalls enthielt die Single auf dem Titelbild nur Wörtern und kein Bild. Spekulationen nach Inspiration durch den Prince-Song Sign "☮" the Times, das drei Jahre zuvor erschien kursierten im Umlauf.
Nach Michaels Wechsel zu Virgin Records im Jahr 1996, brachten Sony Music Entertainment eine veränderte Version des Videos heraus mit uniformierten schwarz/grauen Hintergrund, die heutzutage am häufigsten zu sehen ist und auf der Deluxe Edition des Albums Listen Without Prejudice Vol. 1 zu finden ist.

## Kommerzieller Erfolg

### Chartplatzierungen
| ChartsChartplatzierungen       | Höchstplatzierung | Wochen |
| ------------------------------ | ----------------- | ------ |
| Deutschland (GfK)              | 19 (15 Wo.)       | 15     |
| Österreich (Ö3)                | 20 (6 Wo.)        | 6      |
| Schweiz (IFPI)                 | 6 (9 Wo.)         | 9      |
| Vereinigte Staaten (Billboard) | 1 (14 Wo.)        | 14     |
| Vereinigtes Königreich (OCC)   | 6 (8 Wo.)         | 8      |

| ChartsJahrescharts (1990)      | Platzierung |
| ------------------------------ | ----------- |
| Vereinigte Staaten (Billboard) | 51          |

### Auszeichnungen für Musikverkäufe
| Land/Region                  | Auszeichnungen für Musikverkäufe (Land/Region, Auszeichnung, Verkäufe) | Verkäufe |
| ---------------------------- | ---------------------------------------------------------------------- | -------- |
| Vereinigtes Königreich (BPI) | Silber                                                                 | 200.000  |
| Insgesamt                    | 1× Silber ·                                                            | 200.000  |

Hauptartikel: George Michael/Auszeichnungen für Musikverkäufe

## Coverversionen
- 1998: Royal Philharmonic Orchestra
- 2008: Carrie Underwood